# 638

سنة 638 كانت سنة بسيطة تبدأ يوم الخميس (سوف يظهر الرابط التقويم الكامل للعام) حسب التقويم اليولياني، تم استخدام الفئة 638 لهذا العام منذ أوائل العصور الوسطى، عندما أصبح عصر التقويم بعد الميلاد هو الأسلوب السائد في أوروبا لتسمية السنوات.

## أحداث
- 16 كانون الأول الموافق 16 هجري، تأسيس مدينة الكوفة في العراق على يد سعد بن أبي وقاص.
- دخول المسلمين القدس بقيادة عمرو بن العاص بعد حصار دام أربعة أشهر وكان ذلك في عهد الخليفة عمر بن الخطاب.
- فتح حلوان على يد القعقاع بن عمرو التميمي